# Hôtel des Affaires étrangères et de la Marine
L'hôtel des Affaires étrangères et de la Marine est le nom d'un bâtiment situé au 5, rue de l'Indépendance-Américaine à Versailles, à proximité du château. Il fut construit par Jean-Baptiste Berthier en 1762 à la demande du duc de Choiseul, secrétaire d'État aux Affaires étrangères, pour abriter les services et les archives des Affaires étrangères et de la Marine.
Propriété de la ville de Versailles, le bâtiment abrite aujourd'hui sa bibliothèque municipale centrale.

## Historique

### Construction et fonction diplomatique
Il est contigu à l'hôtel de la Guerre, achevé deux ans auparavant par Berthier et dont il reprend la même technique de construction de voûtes plates, à la fois économique et limitant les risques d'incendie. Pour son usage diplomatique, une galerie d'apparat fut construite pour donner une image de prestige de la France mais également de Choiseul, qui en a choisi la décoration et l'ordonnancement, galerie toujours existante aujourd'hui.
C'est dans ce bâtiment que fut négocié le traité de Paris de 1783 mettant fin à la guerre d'Indépendance américaine.

### Transformation en bibliothèque municipale et sauvegarde du bâtiment
En 1800, le bâtiment abrita la bibliothèque de l'école centrale, qu'elle partagea non sans difficultés avec une partie des archives de la Marine restées dans le bâtiment, aucune des deux parties n'entretenant le site. En 1834, le ministère des Finances souhaitait que l'hôtel ne fasse plus partie des biens de la Couronne et demanda donc tant aux archives de la Marine qu'à la bibliothèque de déménager. La municipalité de Versailles accepta de verser un loyer avant d'en faire l'acquisition en 1838, les archives de la Marine partant rue Royale à Paris. La place libérée par ces dernières fut occupée tour à tour ou en même temps par la Caisse d'épargne, le mont-de-piété, des sociétés savantes de la ville, les archives ou un musée local.
À partir de 1870 se posa un problème de place, le nombre de volumes de la bibliothèque augmentant considérablement, principalement par des dons (elle atteindra 200 000 volumes en 1920). Dans les années 1880, la Caisse d'épargne et le mont-de-piété quittèrent le bâtiment, permettant l'extension des salles de lectures et l'installation du musée au quatrième étage.
L'hôtel est classé au titre des monuments historiques le 27 septembre 1929, notamment pour son décor intérieur.

## Galerie d'apparat

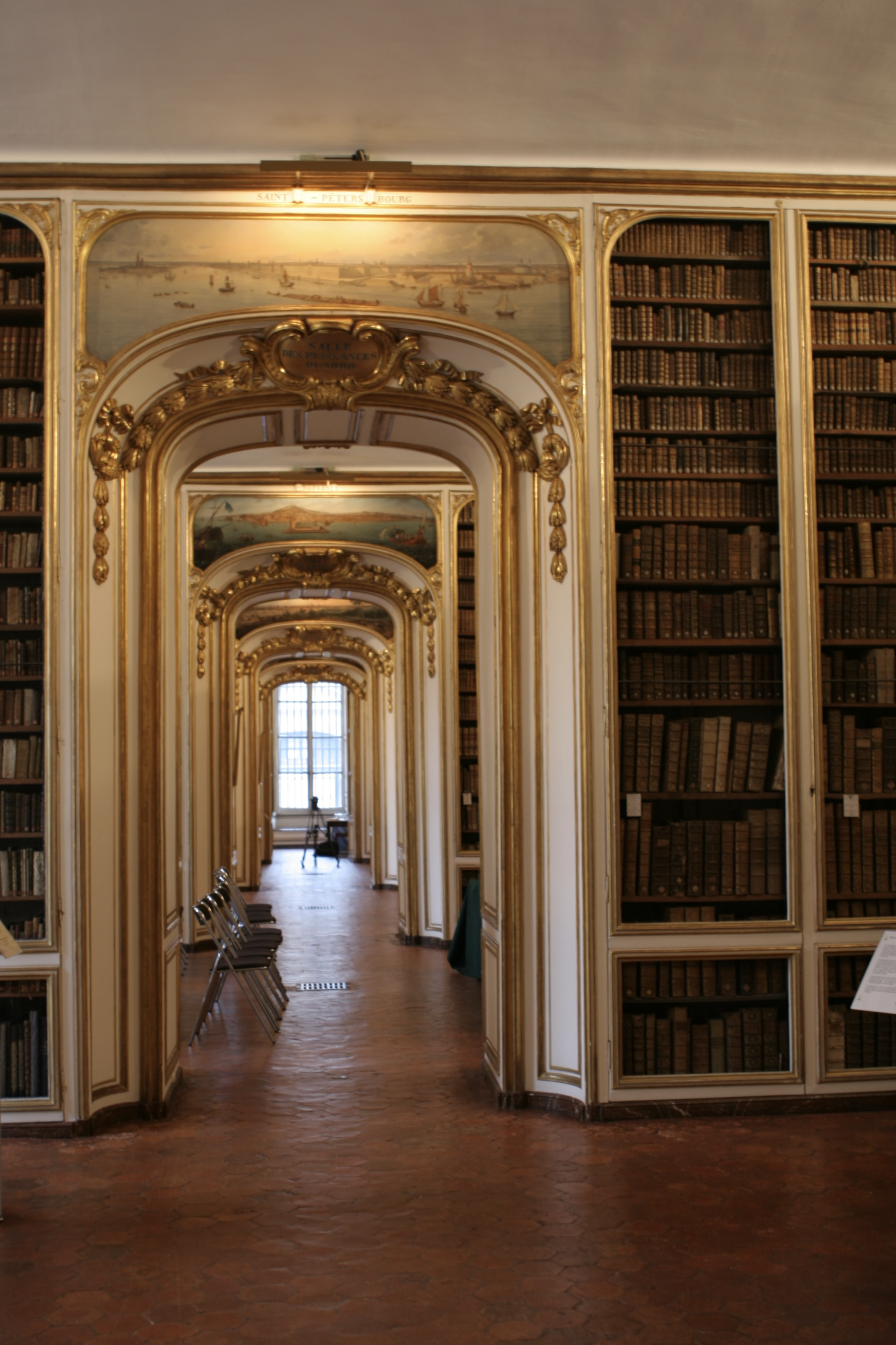
Enfilade des pièces de la galerie d'apparat prise depuis la salle « Puissances du Nord ».

À l'étage d'apparat de l'hôtel est construite une galerie de cinq pièces en enfilade où furent installées les archives diplomatiques. La disposition et la décoration de cette galerie démontraient l'ambition personnelle et diplomatique de Choiseul. La galerie s'ouvrait par la salle des Traités avec un grand portrait de Choiseul rentrant dans Rome (il y avait été ambassadeur avec un certain succès) et se fermait par la salle des Missions, au centre se trouvait la salle « France », la plus luxueuse, avec de part et d'autre les salles « Puissances du Midi » et « Puissances du Nord » et les salles « Puissances d'Italie » et « Puissances d'Allemagne ».

## Fonds de la bibliothèque

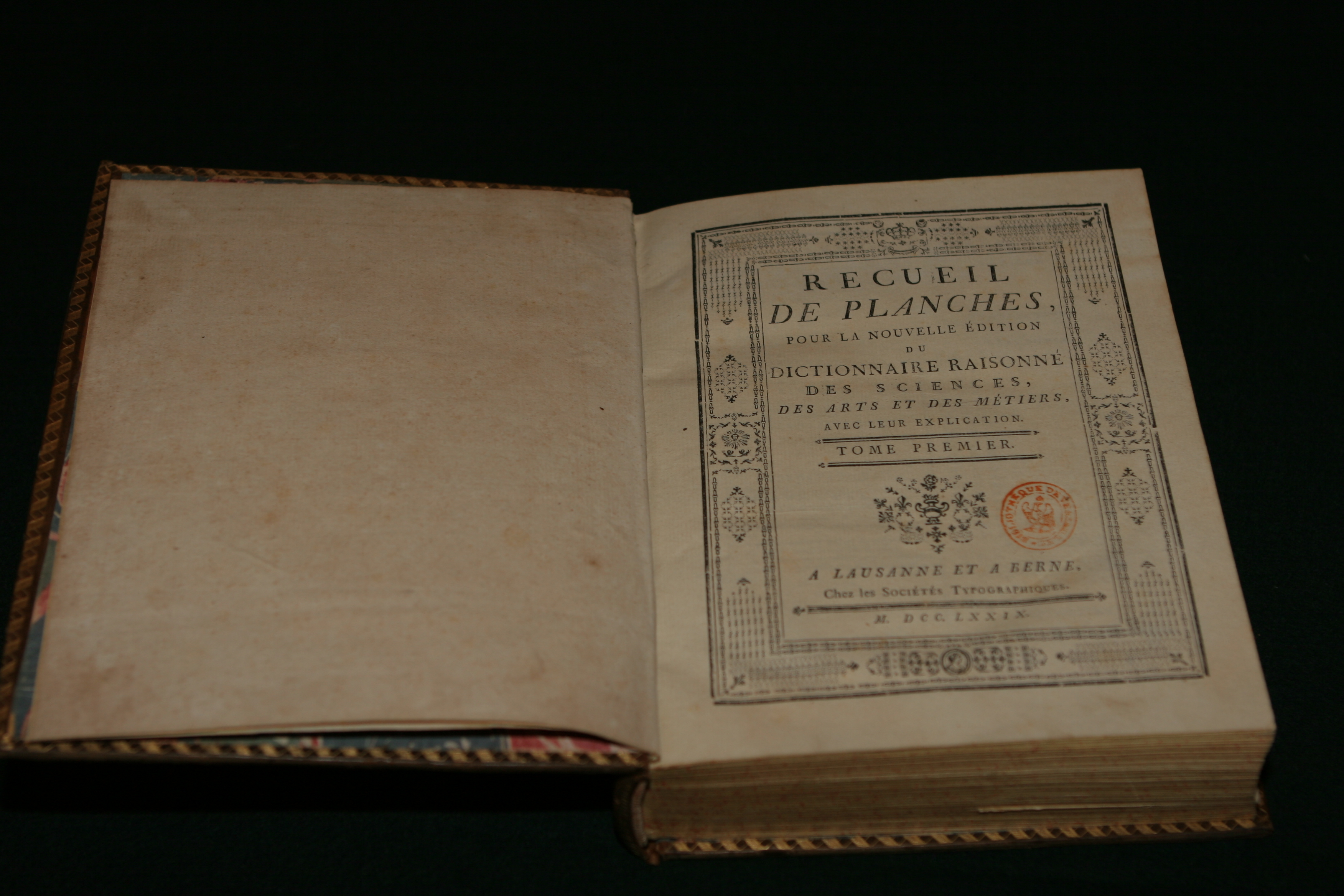
Recueil de planches du Dictionnaire raisonné des sciences, des arts et des métiers de Diderot et d'Alembert. Cet exemplaire provient de la bibliothèque personnelle que Marie-Antoinette avait au Petit Trianon.

La bibliothèque de Versailles abrite un important fonds ancien, dont le plus important d'Île-de-France en dehors hors des bibliothèques parisiennes pour les imprimés datant d'avant 1500. Elle possède ainsi 280 éditions d'incunables. Ce fonds provient des saisies révolutionnaires (sur les 150 000 volumes saisis pendant cette période, 36 000 seront affectés à la bibliothèque de l'école centrale à Versailles), d'un don du bibliophile versaillais Madden ou de l'évêché de Versailles à la suite de la séparation de l'Église et de l'État.